# Lidia Vitale
Lidia Vitale (Roma, 12 ottobre 1972) è un'attrice italiana.

## Biografia
Laureata in Sociologia all'università La Sapienza, ha svolto parte del suo percorso di studi ad Amsterdam. Ha iniziato come assistente personale di Carlo Degli Esposti e poi sui set.
Nel 2018 esce nelle sale Tulipani, protagonista per il premio Oscar Olandese Mike Van Diem nel ruolo di Immacolata dopo essere stati selezionati per il Toronto Film Festival (TIFF) e aver aperto il Nederlands Film Festival (NFF). Nel 2017 ha partecipato al film di Andrea Molaioli, Slam – Tutto per una ragazza e The Start Up di Alessandro D'Alatri; mentre per la televisione è stata protagonista del primo episodio della serie Rai Non uccidere nel ruolo di Alessia Randi.
Alcuni dei ruoli che l'hanno resa nota al cinema: il magistrato Giovanna Carati ne La meglio gioventù di Marco Tullio Giordana e Giovanna ne I nostri ragazzi di Ivano De Matteo.
Come regista e produttrice: nel 2016 ha realizzato i primi 3 episodi di una web serie 5 Fathers; ha realizzato altri 2 pilot per altre 2 web serie: Un pesce fuor d'acqua (la storia dello chef Massimo Riccioli attraverso le sue ricette) e Le gonfiate; nel 2007 il cortometraggio Musica per i miei occhi e nel 2002 lo spettacolo Donne di una certa classe dell'autrice Janet Feindel da cui sono emerse attrici come Luisa Ranieri.
È la madre dell'attrice Blu Yoshimi.

## Filmografia

### Cinema
- La meglio gioventù, regia di Marco Tullio Giordana (2003)
- Cose da pazzi, regia di Vincenzo Salemme (2005)
- La doppia ora, regia di Giuseppe Capotondi (2008)
- Giulia non esce la sera, regia di Giuseppe Piccioni (2009)
- La bellezza del somaro, regia di Sergio Castellitto (2010)
- La santa, regia di Cosimo Alemà (2013)
- I nostri ragazzi, regia di Ivano De Matteo (2014)
- Suburra, regia di Stefano Sollima (2015)
- Era d'estate, regia di Fiorella Infascelli (2016)
- Niente di serio, regia di Laszlo Barbo (2017)
- Tulipani - Amore, onore e una bicicletta (Tulipani: Liefde, eer en een fiets), regia di Mike van Diem (2017)
- La partita, regia di Francesco Carnesecchi (2018)
- Restiamo amici, regia di Antonello Grimaldi (2019)
- L'abbraccio - Storia di Antonino e Stefano Saetta, regia di Davide Lorenzano (2020)
- The Grand Bolero, regia di Gabriele Fabbro (2021)
- Ghiaccio, regia di Alessio De Leonardis e Fabrizio Moro (2022)
- Esterno notte, regia di Marco Bellocchio (2022)
- Ti mangio il cuore, regia di Pippo Mezzapesa (2022)
- Il primo giorno della mia vita, regia di Paolo Genovese (2023)
- Vangelo secondo Maria, regia di Paolo Zucca (2023)
- Maschile plurale, regia di Alessandro Guida (2024)

### Cortometraggi
- Basette, regia di Gabriele Mainetti (2008)
- Tiger Boy, regia di Gabriele Mainetti (2012)
- Soubrette, regia di Marco Mingolla (2018)
- Giustizia all'italiana (Actus Reus), regia di Julian Grass (2022)

### Televisione
- Il furto del tesoro, regia di Alberto Sironi (2000)
- Vite a Pompei, – serie TV (2002)
- Salvo D'Acquisto, regia di Alberto Sironi – miniserie TV (2002)
- Vite a perdere, regia di Paolo Bianchini – film TV (2004)
- Don Matteo – serie TV, 1 episodio (2004)
- Diritto di difesa – serie TV (2004)
- Posso chiamarti amore?, regia di Paolo Bianchini – miniserie TV (2004)
- Cuore contro cuore – serie TV (2004)
- La caccia, regia di Massimo Spano – miniserie TV (2005)
- Una famiglia in giallo – serie TV (2005)
- L'amore proibito, regia di Anna Negri – film TV (2006)
- Senza via d'uscita - Un amore spezzato, regia di Giorgio Serafini – miniserie TV (2007)
- R.I.S. 3 - Delitti imperfetti – serie TV, episodio 3x06 (2007)
- Medicina generale – serie TV (2007)
- Una madre, regia di Massimo Spano – miniserie TV(2008)
- I liceali – serie TV (2008)
- I delitti del cuoco – serie TV (2009)
- Prima della felicità, regia di Bruno Gaburro – film TV (2010)
- Una musica silenziosa – serie TV (2012)
- Angeli, regia di Stefano Reali – film TV (2013)
- Per amore del mio popolo, regia di Antonio Frazzi – miniserie TV (2014)
- Baciato dal sole – serie TV (2015)
- Non uccidere – serie TV, episodio 2x01 (2017)
- Liberi sognatori - Delitto di mafia, regia di Michele Alhaique – film TV (2018)
- Romolo + Giuly: La Guerra Mondiale Italiana – serie TV (2018)
- Rosy Abate - Seconda stagione – serie TV, 3 episodi (2019)
- I Medici - Nel nome della famiglia (Medici: The Magnificent) – serie TV, episodi 3x06-3x07 (2019)
- Leonardo – serie TV, episodio 1x02 (2021)
- Una pezza di Lundini (2021)
- Luna Park - serie TV, 4 episodi (2021)

## Riconoscimenti
Bari International Film Festival
- 2023 – Premio Alida Valli per la migliore attrice non protagonista per Ti mangio il cuore[3]

Nastro d'argento
- 2023 – Candidatura alla migliore attrice non protagonista per Ti mangio il cuore[4]

Prato Film Festival
- 2022 – Miglior attrice - sezione corti Italia per Giustizia all'italiana (Actus Reus)[5]

Roseto Opera Prima
- 2022 – Premio Sofia Loren alla miglior attrice non protagonista per Ghiaccio

Social World Film Festival
- 2022 – Miglior attrice protagonista per The Grand Bolero[6]